# Терор (телесеріал)
«Террор» (англ. The Terror) — американський телесеріал телеканалу AMC заснований на однойменному романі письменника Дена Сіммонса. Прем'єра в США відбулась 25 березня 2018 року.

## Синопсис
Сюжет базується на реальній історії загиблої полярної експедиції 1845—1847 років англійського дослідника Джона Франкліна.